# Björkgallmal
Björkgallmal (Lampronia fuscatella) är en fjärilsart som först beskrevs av Johan Martin Jacob af Tengström 1848.  Björkgallmal ingår i släktet Lampronia, och familjen knoppmalar. Arten är reproducerande i Sverige.

## Bildgalleri

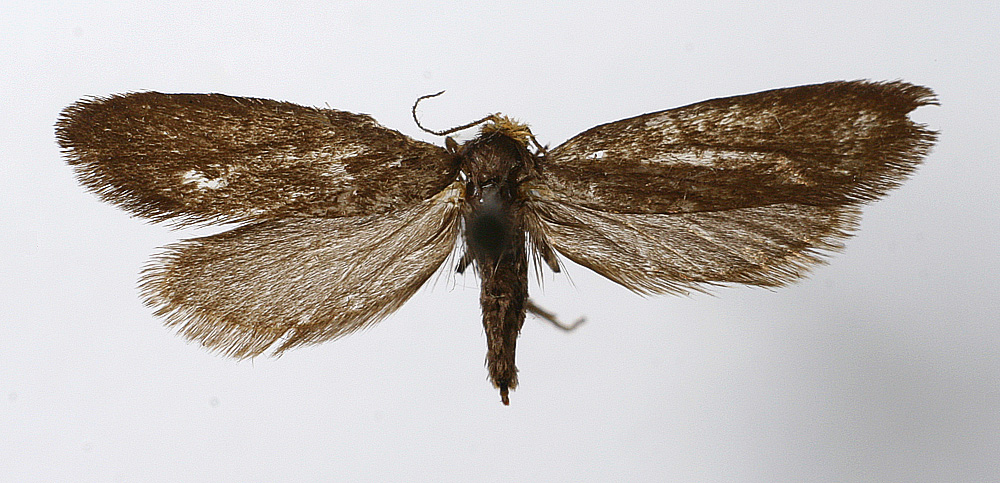